# Cmentarz Ducha Świętego we Wrocławiu
Cmentarz Ducha Świętego – cmentarz rzymskokatolicki znajdujący się pod zarządem parafii pw. Ducha Świętego we Wrocławiu. Otwarty w roku 1918 jako Cmentarz Świętego Henryka. Cmentarz znajduje się przy obecnej ulicy Bardzkiej, zajmuje powierzchnię ponad 8 ha.

## Historia
Decyzję o budowie cmentarza podjęto w roku 1917, gdyż dotychczasowe miejsca pochówku mieszkańców parafii św. Henryka zaczęły się wyczerpywać. Na lokalizację wybrano plac przy ówczesnej Strehlener Strasse (czyli ulicy Strzelińskiej), ograniczony od południa torami Towarowej Obwodnicy Wrocławia, po przeciwnej stronie ulicy znajdowały się zakłady chemiczne Silesia, a obecnie znajduje się Wzgórze Gajowe. Projekt nekropolii wykonał znany wrocławski architekt Theo Effenberger; podzielił on cmentarz na dwanaście prostokątnych i kwadratowych kwater, z których jedna była przeznaczona na pochówki urnowe, a druga na pochówki dzieci. Wejście główne cmentarza od strony ulicy tworzyły dwie półkoliste furtki prowadzące do głównej, ciągnącej się w kierunku wschodnim, obsadzonej lipami alei. Środkowa część alei głównej została rozszerzona w postaci owalnego placu, który stanowił centralną część nekropolii. Równolegle do głównej alei biegły dwie aleje boczne obsadzone grabami. Skrzyżowania alei głównej i bocznych z alejami poprzecznymi zostały rozszerzone w postaci niewielkich kwadratowych placyków.
Cmentarz został otwarty w roku 1918. W roku 1922 na owalnym placu stanął pomnik ofiarI wojny światowej, składający się z czterech kolumn, wykonanych ze sztucznego kamienia, zwieńczonych krzyżami, z nazwiskami poległych parafian – żołnierzy poległych na frontach wojny. Pomnik mocno uszkodzony zachował się do dziś. Pod koniec lat 20. XX w. w pobliżu głównego wejścia stanęła niewielka kaplica i budynki gospodarcze również autorstwa Theo Effenbergera. Położony na peryferiach miasta cmentarz zapełniał się powoli, pomimo iż od 1929 r. korzystała z niego również parafia Świętego Ducha. W roku 1933 naprzeciw cmentarza, na terenie nieczynnych zakładów chemicznych, urządzono jeden z pierwszych w Niemczech obozów koncentracyjnych – KZ Dürrgoy. Do roku 1945 powierzchnia grzebalna nie była wykorzystana nawet w połowie. Na początku roku 1945 miały miejsce pierwsze dewastacje cmentarza, obrońcy Festung Breslau zaczęli wykorzystywać płyty nagrobne do wznoszenia barykad.
Po przejęciu cmentarza przez polski zarząd zachodnia część cmentarza, na której znajdowały się niemieckie groby, nie była użytkowana i stopniowo zaczęła niszczeć, a  stare płyty nagrobne zaczęły być wykorzystywane do produkcji nowych. Cmentarz został poszerzony w kierunku wschodnim i tam zaczęto chować zmarłych. W latach 60. władze miejskie narzuciły ograniczenia w liczbie dokonywanych pochówków, chcąc tym samym doprowadzić do szybkiego zamknięcia nekropolii celem przeznaczenia terenu pod budowę obiektów przemysłowych. Podobne plany prowadzono w stosunku do pobliskiego cmentarza na Skowroniej Górze, plany te zarzucono ostatecznie w latach 70. W roku 1978 cmentarz, decyzją kurii arcybiskupiej, został przekazany parafii Świętego Ducha, zmienił zarazem swoją nazwę. Po przejęciu cmentarza przez parafię Ducha Świętego została wzniesiona kaplica pogrzebowa pw. Zmartwychwstania Pańskiego projektu Tadeusza Zipsera, zbudowana w części z cegieł po rozebranej przedwojennej kaplicy. W tym czasie zaczęto także zagospodarowywać najstarszą część cmentarza nieużywaną od roku 1945. W roku 1999, cmentarz został powiększony w kierunku wschodnim. Wtedy także układ alejek cmentarza został uporządkowany; dokonano podziału na regularne pola grzebalne.
Na cmentarzu znajduje się monument upamiętniający ofiary zbrodni katyńskiej.

## Pochowani na cmentarzu
- Halina Aszkiełowicz (1947–2018) – siatkarka, olimpijka
- Leszek Bogunia (1941–2013) – prawnik, prof. Uniwersytetu Wrocławskiego
- prof. Adam Chełmoński (1929–2001) – prawnik, wykładowca Uniwersytetu Wrocławskiego
- Michał Dąbek (1943–2009) – psycholog, prof. Uniwersytetu Wrocławskiego
- Zbigniew Dziewiątkowski (1930–2002) – muzyk, założyciel zespołu Tercet Egzotyczny
- Zofia Frąckiewicz-Kukla[2] (1932–2013) – dziennikarka
- Alicja Guszpit (1953–2013)[3] – działaczka solidarnościowej opozycji, samorządowiec
- prof. Karol Jonca (1930–2008) – prawnik, historyk
- Stanisław Kołcz (1930–2005) – gen. brygady Wojska Polskiego
- Tadeusz Kukiz (1932–2015) – lekarz, popularyzator historii i kultury Kresów
- Barbara Klucznik-Widajewicz (1958-1989), studentka pielęgniarstwa, ofiara Masakry w École polytechnique de Montréal[4]
- prof. Hubert Kołodziej – chemik, wykładowca Uniwersytetu Wrocławskiego
- prof. Stanisław Hieronim Kucharski (1941–2012) – chemik, profesor Politechniki Wrocławskiej
- gen. dyw. Ryszard Lackner (1946–2006) – dowódca Śląskiego Okręgu Wojskowego
- Janusz Łaznowski (1944–2015) – tancerz, działacz NSZZ „Solidarność”
- Anna Łoś (1958–2018) – fotoreporterka, fotografka
- prof. Przemysław Mastalerz (1925–2011) – chemik, profesor Politechniki Wrocławskiej
- ks. kanonik Czesław Jan Mazur[5] (1956–2018) – proboszcz parafii Ducha Świętego we Wrocławiu w latach 2001–2018
- Napoleon Mitraszewski (1918–2008) – polski prozaik, pedagog oraz animator kultury w środowisku osób niewidomych
- Zbigniew Nadratowski (1928–2007) – inżynier lotnictwa, wojewoda wrocławski w latach 1973–1979
- Aleksandra Natalli-Świat (1959–2010) – posłanka na Sejm RP
- ks. Piotr Nitecki (1949–2011) – profesor Papieskiego Wydziału Teologicznego we Wrocławiu
- Henryk Pacha (1937–2011)[6] – dziennikarz radiowy i telewizyjny, radioamator
- ks. Roman Reisse (1893–1945) – ostatni niemiecki proboszcz parafii św. Henryka we Wrocławiu
- prof. Wojciech Sitek (1945–2008) – socjolog, wykładowca Uniwersytetu Wrocławskiego
- Izabela Skrybant-Dziewiątkowska (1938–2019) – piosenkarka, wokalistka zespołu Tercet Egzotyczny
- prof. Janusz Sowiński (1943–2015) – polonista, bibliotekoznawca
- gen. brygady Kazimierz Stec (1925 -1999) - komendant  Wyższej Szkoły Oficerskiej Wojsk Zmechanizowanych we Wrocławiu
- prof. Wojciech Suski[7] (1936–2022) – chemik
- Ewa Szumańska (1921–2011) – pisarka, reportażystka, satyryk
- prof. Stanisław Tołpa (1901–1996) – botanik, pierwszy rektor WSR
- prof. Bolesław Winiarski (1925–2008) – ekonomista, wykładowca Akademii Ekonomicznej
- ks. prałat Stefan Wójcik[8] (1935–2001) – proboszcz parafii Ducha Świętego we Wrocławiu w latach 1969–2001